# Isola di Mam
Mam era un'isola leggendaria localizzata a ponente del canale della Manica. Fu nota anche come Man, Brazil e Jonzele.

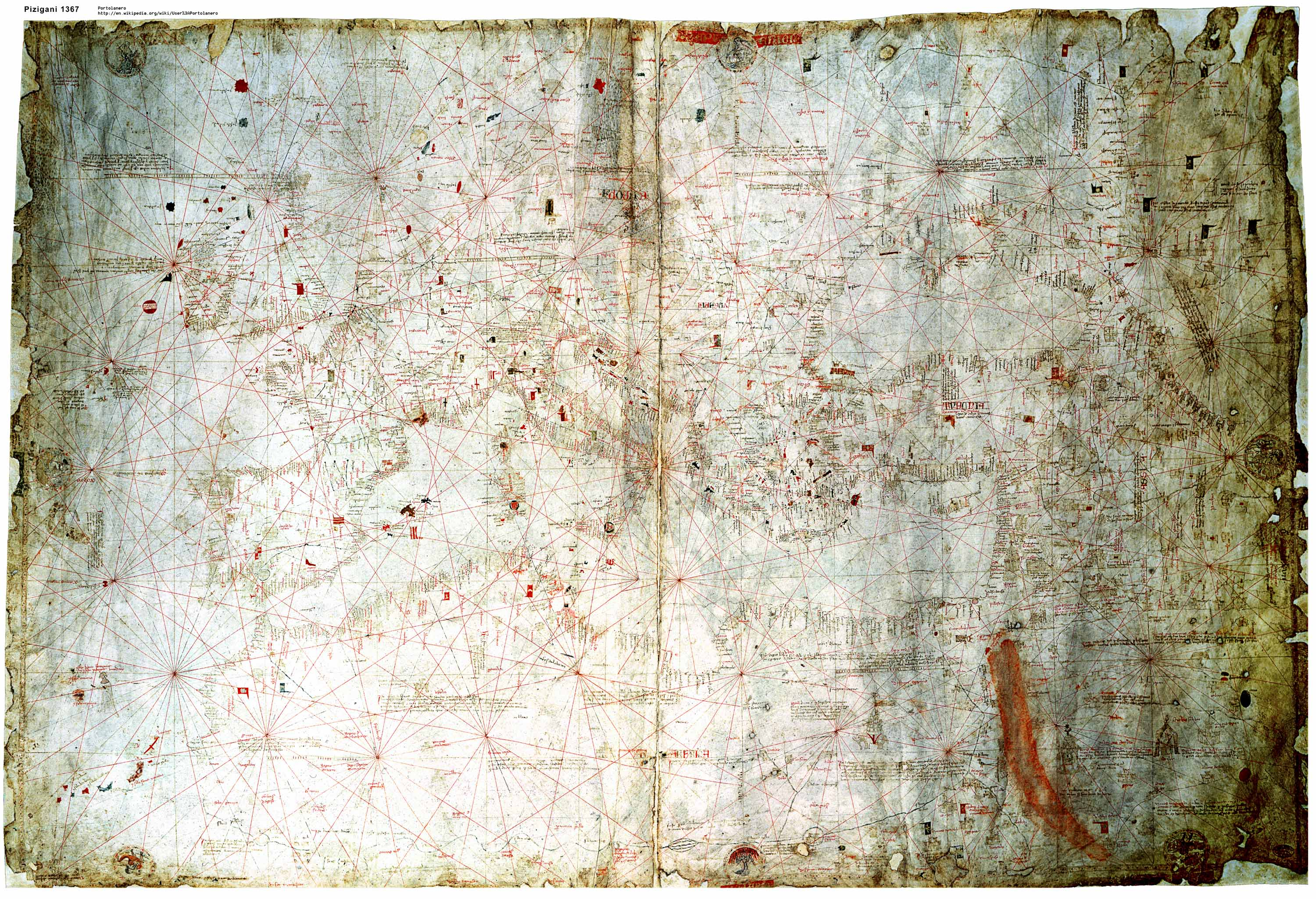
Carta dei fratelli Pizigani. Mam si trova ad ovest della Manica, a sud di Hy Brazil.

Nella carta dei fratelli Pizigani del 1367 l'isola di Mam viene citata come Brazil, nome che sulla stessa mappa è dato ad altre due isole: Hy Brazil, posta ad ovest dell'Irlanda (altra isola leggendaria identificata sempre con quel nome ed in quella posizione) e ad una delle isole Azzorre, Terceira.
L'isola venne riportata sulle mappe dal 1375 al 1482, comparendo sulle opere di Andrea Bianco (1448) e Jaime Bertrán (1482).